# Theres
Theres is een plaats in de Duitse deelstaat Beieren, en maakt deel uit van het Landkreis Haßberge.
Theres telt 2.693 inwoners. De plaats ligt aan de oever van de Main, zo'n 40 km ten westen van Bamberg en 20 km ten oosten van Schweinfurt. 
Aidhausen ·
Breitbrunn ·
Bundorf ·
Burgpreppach ·
Ebelsbach ·
Ebern ·
Eltmann ·
Ermershausen ·
Gädheim ·
Haßfurt ·
Hofheim i. UFr. ·
Kirchlauter ·
Knetzgau ·
Königsberg i. Bay. ·
Maroldsweisach ·
Oberaurach ·
Pfarrweisach ·
Rauhenebrach ·
Rentweinsdorf ·
Riedbach ·
Sand a. Main ·
Stettfeld ·
Theres ·
Untermerzbach ·
Wonfurt ·
Zeil a. Main